# デス・トランス
『デス・トランス』（DEATH TRANCE）は2006年公開の日本映画。監督は『VERSUS (映画)』『SHINOBI』のアクション監督、下村勇二。主演は『VERSUS』『ビー・バップ・ハイスクール』の坂口拓。

## あらすじ
争いの絶えない戦乱の世。百年以上にわたり東願寺が守り続けた棺が存在した。その棺を開くと破滅を意味するという。しかし“西の禁断の森”で棺を開くと何でも願いがかなうという噂が広まった。しかしそこは屈強な門番らに守られており、誰一人寺の外に持ち出したものはいなかった。しかしある男によって静寂は破られた。その男の名はグレイヴ。その人間離れした強さで棺の強奪に成功したのだ。彼の目的はただ1つ。「この世で1番強い相手と戦うこと」。棺を引きずりながら謎の少女と“西の禁断の森”へ目指すグレイヴ。次々と襲いかかる刺客達。一方、大僧正の命を受けた僧侶のリュウエンもまた棺を寺へ戻すべくグレイヴの跡を追う。森の中で無頼漢から救ってくれた拳銃使いのシド、謎の女剣士ユーリも棺の跡を追う。果たして世界は破滅してしまうのか？それとも新たな希望が生まれるのか？魔力に魅せられた者たちの果てしない戦いの旅がはじまる…。

## スタッフ
- 制作プロダクション・スタント&アクション：ユーデンフレームワークス
- 監督：下村勇二
- 脚本：加藤淳也、藤田真一、千葉誠治、下村勇二
- アクション監督：小原剛・坂口拓（補佐：鈴村正樹）
- ワイヤーコーディネーター：福嶌徹
- バイクスタント：カラサワイサオ
- 撮影：藤田真一
- 編集：藤田真一、渡辺貴文、下村勇二
- 衣装・キャラクターデザイン・オリジナルコミック：武内香菜
- 特殊造型：梅沢壮一
- VFXプロデューサー：篠原伸治
- 音楽：小川類
- 挿入歌・エンディングテーマ：Dir en grey

挿入歌
『MACABRE』より『Deity』
『VULGAR』より『THE IIID EMPIRE』、『INCREASE BLUE』
エンディングテーマ
『CLEVER SLEAZOID』(FIREWALL DIV.)
- 現像：IMAGICA
- スタジオ：日活撮影所
- エグゼクティブ・プロデューサー：木幡久美（メディア・スーツ）、ジョン・シラベラ（Media Blasters）
- プロデュース：千葉善紀（メディア・スーツ）、羽山陽子（Media Blasters）、武内香菜
- 製作：メディア・スーツ、Fever Dreams.LLC（Media Blasters）
- 海外配給：Media Blasters
- 上映時間：89分

## キャスト
- グレイヴ：坂口拓※（アクション監督兼任）
- リュウエン：須賀貴匡
- シド：剣太郎セガール
- ユーリ：竹内ゆう紀
- 破壊の女神：藤田陽子
- 大僧正：樋浦勉
- 山賊：島津健太郎

## その他
- 本作は5分の短編を撮ってカンヌ国際映画祭で予告編を上映したところ世界中のバイヤーが殺到し、アメリカ、フランス、スペイン、ドイツ、イギリス、ブラジル、タイ等での劇場公開も決定した。さらに2006年3月にベルギーにて開催された、第24回ブリュッセル国際ファンタスティック映画祭に正式招待され、観客からの熱狂的な支持を得た。
- 本作では坂口拓が長年温めてきた企画、念願のマジ当てアクションを実現させ初の顔面殴りにも挑んだ。(なお、ケガを防ぐためにいくつかの工夫がなされているとのこと)
- 坂口は初日に本編の冒頭の門番との殺陣シーンで左肩を脱臼した。坂口曰く「『地獄甲子園』でも肩を脱臼したことがあるので脱臼癖がついたのかも」と語っている。
- 監督の下村勇二は、インタビュー中で、「ティム・バートンやジャン・ピエール・ジュネの映画のゴシックの世界に、アクションのある映画にしたい」と語っており、時代劇にもかかわらず奇怪な美術やヴィジュアル系のようなメイクが登場する。
- 劇中でロックバンドのDir en greyの曲が4曲使用されているが、これは本作の監督下村勇二が昔からDir en greyの大ファンであることから使用された。特にエンディングのCLEVER SLEAZOIDに関しては本人曰く「この曲の発売前から聴いて惚れた。エンディングはこの曲以外ありえなかった」とのこと。